# SHISHAMO
SHISHAMO（シシャモ）は、日本のスリーピースロックバンド。所属事務所はフェイスミュージックエンタテインメント。レーベルは GOOD CREATORS RECORDS。

## 概要
- 2010年、高校の軽音楽部のメンバーにより「柳葉魚」として結成。命名は、ボーカル宮崎の姉。理由は「漢字で書くとかっこいいのに読むと可愛い」から[3]。
- 2012年、高校生のアマチュアバンドを対象とした『TEENS ROCK IN HITACHINAKA』で優秀賞とボーカル賞を受賞。これを機にバンド名を「SHISHAMO」に改名[4]。
- 2013年、高校を卒業し、本格的に活動を開始。フェイスミュージックエンタテインメントと契約、アルバム『SHISHAMO』をリリースしてCDデビューする[5][6]。
- 2014年、メンバーの交代を発表、現在の体制となる[7]。初のワンマンツアーを開催[8]。
- 2015年、『ミュージックステーション』に初出演、地上波で初演奏[9]。
- 2016年、日本武道館で初のワンマンライブを開催[10]。
- 2017年、「明日も」がNTTドコモのCMソング、川崎フロンターレの応援歌に採用され、11月には『SONGS』に出演、年末には『NHK紅白歌合戦』に初出場した[11][12]。
- 2018年、等々力陸上競技場にて、初のスタジアムワンマンライブを開催予定だったが、台風12号の影響で中止となる[13]。
- 2019年、ベスト・アルバムのリリースを記念して大阪城ホール、さいたまスーパーアリーナで、アリーナ公演を開催[14]。
- 2020年、2018年夏に中止となったスタジアムワンマンライブのリベンジ公演を開催予定だったが、新型コロナウイルスの影響で、再び中止となる[15]。ライブ活動が制限されるコロナ禍で、楽曲の配信リリースや、ワンマンツアーを無観客で生配信する振替オンラインライブを行った[16]。
- 2022年、初となる対バンツアーを開催[17]。
- 2023年、CDデビュー10周年イヤーを記念し、1月に日本武道館、3月に大阪城ホールでワンマンライブを開催。締めくくりの11月には横浜のぴあアリーナMMで2days公演を開催[18]。
- 2024年、約3年ぶりとなるオリジナル・アルバム『SHISHAMO 8』をリリース[19]。

## メンバー
宮崎 朝子（みやざき あさこ、1994年12月22日（30歳） - ）
- ボーカル、ギター、キーボード担当。
- 血液型はA型、次女。
- 身長159.8cm。
- SHISHAMOの全楽曲の作曲および、各メンバーの項目に記載の7曲とインスト曲「intro」（『ブーツを鳴らして - EP』に収録）以外の作詞を手掛けている。詞先。
- 幼少期から歌うことが好きで、ベビーカーの中でも歌っていた。中学生の時の合唱コンクールでは、パートリーダー兼伴奏を担当した。
- 中学校時代は美術部。漫画家に憧れていた時期があり、イラストが得意。ジャケットや公演イラストを描き、グッズのデザインもほぼ全て担当している。
- 両親や姉の影響で子どもの頃から多くの音楽を聞いていたが、特に好きになったのは、The ピーズ。『赤羽39』に収録されている「生きてれば」を聞いた時に、「自分の音楽だ」と思った。他に好きな曲として「絵描き」と「実験4号」を挙げている。SHISHAMOのライブのエンディングSEには毎回「東の窓」が使用されている。
- 作詞については、漫画家に憧れていたこともあり、短編の漫画のような歌詞になるよう意識している。「実体験として書いている曲がほとんどなくて。架空の主人公がいて、この子はどういう性格でどこに住んでいてとか、お話をふくらませる感じ」で書いていると説明しているほか、わかりやすさを重視し、難しい横文字や調べないとわからない言葉は、歌詞にあまり使わないようにしている。
- 初めて買ったCDは、BUMP OF CHICKENの「涙のふるさと」。BUMP OF CHICKENのストーリー性のある歌詞が好きで、作詞面で影響を受けている。2021年にSHISHAMOで『MUSIC BLOOD』に出演し、「ラフメイカー」のカバーを披露した。
- 台風クラブのファンであることを公言している。小山田壮平（元andymori、現AL）の声が好きだと対談時に話している。
- キュウソネコカミの「記憶にございません」にゲストボーカルとして参加している。
- 『SPACE SHOWER SWEET LOVE SHOWER 2015 -20th ANNIVERSARY-』や『VIVA LA ROCK 2017』などの音楽フェスで、シンリズムのコーラスを務め、楽曲にも参加している。
- 対バンが少なく他のバンドとの交流があまりないことから、SHISHAMOを“鎖国バンド”と称している。比較的親交のあるthe pillowsの山中さわおからは、その活動方針を、「やり方が独特で変わっている」と評されている。
- 松岡、吉川と共に川崎フロンターレのファン。試合観戦の体験を元に作られた「明日も」はフロンターレのチャントになり、等々力陸上競技場でミュージック・ビデオが撮影された。2020年、中村憲剛の引退に際して、スキマスイッチの常田真太郎と「天才の種」を共同制作し、12月21日の引退セレモニーで発表した。
- 2021年、宝塚歌劇団 雪組公演 “『CITY HUMTER』-盗まれたXYZ- ”に「WONDERLAND」を楽曲提供した。
- 2022年3月16日から雑誌『GINZA』のwebサイトで、漫画のような絵日記「赤るい生活」を不定期連載している。
- 2022年6月11日、野音にて一般男性との結婚を発表した。
- 2024年10月4日より放送開始の日本テレビ系ドラマ「離婚弁護士 スパイダー」に書き下ろされた東京スカパラダイスオーケストラの楽曲「教えてウロボロス feat.宮崎朝子（SHISHAMO）」にゲストボーカルとして参加した。
- 2025年、川崎市立新小倉小学校の校歌を、児童と共に制作することが決定。児童が考えた言葉をもとに作詞作曲を行い、同年12月に行われる開校記念式典でお披露目予定
- 座右の銘は無い。理由は「私は人を信じてない。人の言葉とかも信じてないから。」
- 趣味は、海外ドラマを見ること。
- 好きな食べ物は、ぷりぷりした海老、卵の黄身、じゃがりこ、アボカド。好きな飲み物は、コーラ。

松岡 彩（まつおか あや、1996年1月31日（29歳） - ）
- ベース担当。
- 大阪府出身。次女。
- 2014年8月31日、大阪のフェス『RUSH BALL』にて、専門学校の研修で裏方の手伝いをしていたところ、宮崎に誘われた。加入については迷いもあったが、以前からSHISHAMOを聞いており好きだったことや（アルバムの『卒業制作』と『SHISHAMO』を持っていて、『RADIO CRAZY 2013』『COMIN'KOBE14』でライブを鑑賞していた）、親の後押しで決心し、専門学校を辞めて上京した。
- 松本の脱退に伴い、2014年9月11日に加入が発表された。2ndシングル「量産型彼氏」のミュージック・ビデオで初お披露目となった。10月4日からはSHISHAMO ワンマンツアー2014秋「君ときみの彼氏と転校した彼女の日曜日のデートプラン」が開催され、加入からわずか1ヶ月で全国ツアーが始まるという慌ただしさだった。松岡は当時の目まぐるしい状況を振り返り、「あの時期の記憶がほとんど抜けている」と話している。
- 音楽経験としては、小学校4年の時に金管バンドに入り、トランペットを担当していた。中学校時代は、吹奏楽部でオーボエを担当。高校で軽音楽部に入り、ベースを始めた。初めてコピーしたのは、GO!GO!7188の「くのいち」だった。ちなみに、宮崎もこの曲が初めてコピーした曲だった。
- 初めて買ったCDは、ASIAN KUNG-FU GENERATIONの『ファンクラブ』。学生時代によく聞いていたのはフジファブリック。ベースの魅力に気付いたアルバムとして、凛として時雨の『still a Sigure virgin?』を挙げている。
- 「はなればなれでも」（『SHISHAMO 7』に収録）、「マフラー」（『ブーツを鳴らして - EP』に収録）の作詞を手掛けた。
- メンバーからは、「松岡」「まっちゃん」「AY」「ベイビー」「マンネ」などと呼ばれている。
- 髪型を、過去の自分の髪型と被らないようにしている。
- 座右の銘は「弱肉強食」。
- 好きな食べ物はチーズ。嫌いな食べ物は、ゼリー、マカロン。

吉川 美冴貴（よしかわ みさき、1994年11月26日（30歳） - ）
- ドラムス担当、“何かと宣伝担当”。
- 短気な優等生だった。長女。
- 小学校3年から高校2年まで、両親が運営する女子サッカーチームに所属し、サッカーをやっていた。
- 小学校5年の時に、学校の用務員の先生がボランティアでドラムを教える教室に参加しドラムに触れた。そこで初めてコピーしたのは、ORANGE RANGEの「ロコローション」。初めて買ったCDは、この曲が収録されている『musiQ』だった。この教室では他にも課題曲として、ガンズ・アンド・ローゼズやグリーン・デイを叩いた。
- 高校の軽音楽部で組んだSHISHAMOの前身バンドで、GO!GO!7188のコピーを始めた。アルバム『竜舌蘭』を聞き、バンドの音楽を強く意識するようになった。高校時代からSHISHAMOに手応えを感じており、部活の引退でバンドが終わってしまうのを残念に思っていた。プロになればSHISHAMOを続けられることから、宮崎に「プロになりたい」と話すと、笑われたために怒って家に帰ってしまった経験がある。
- 高校卒業後は大学に進学するが、バンドとの両立が困難になり、2015年の春、大学2年の時に退学した。
- 「絆創膏」（『卒業制作』に収録）、「僕に彼女ができたんだ」（『SHISHAMO』に収録）、「僕、実は」（『SHISHAMO 2』に収録）、「ミルクコーヒー」（『ブーツを鳴らして - EP』に収録）の作詞を手掛けた。
- ワンマンライブでは「吉川美冴貴の本当にあった〇〇な話」と称される吉川の小話がMCで披露される。
- 自称エゴサの鬼である。
- 苦手な物は、猫、大型犬。
- 筋トレが趣味。理由は「SHISHAMOで長くドラムを叩きたいから」。オートミールなど体に良いものを好んでおり、好きな食べ物は、焼き芋、茄子の揚げ浸し、カボチャの煮物。
- 2024年7月、同性女性とパートナーシップの宣誓を行ったことを発表した。

### 元メンバー
松本 彩（まつもと あや、1994年8月14日（30歳） - ）
- ベース担当。
- 好きな魚はシャケ。宮崎とは幼馴染み。
- クラスの出席番号が、松本が38番、宮崎が39番、吉川が41番で、調理実習なども一緒に行っていた。
- 「脇役」（1stシングル「君と夏フェス」のカップリング曲）の作詞を手掛けた。
- バンド結成時から「（バンド所属は）20歳まで」と宣言しており、2014年8月に20歳を迎えたことから2014年9月11日付で脱退した。

### サポートメンバー
歌川 菜穂（うたがわ なお、1992年8月28日（32歳） - ）
- ドラムス担当。
- シシド・カフカ主宰の音楽集団「el tempo（エル・テンポ）」のメンバー。元赤い公園、元THE 2。
- 2025年2月からサポートドラマーとして参加。

yucco（ゆっこ）
- ドラムス担当。
- the dadadadysのメンバー。元2。
- 2025年2月16日、SHISHAMO ワンマンツアー2025春「NICE TO MEET YOUr town!!! 〜season2〜」の群馬県伊勢崎公演にサポートドラマーとして参加。

## 来歴
2010年 - 2011年
- 2010年、川崎総合科学高等学校デザイン科に入学して軽音楽部に入った宮崎、松本が、先輩2人と共に「柳葉魚」（ししゃも）を結成[3]。やがてその先輩2人が脱退、夏に同級生の吉川が加入し、3ピースとなった。バンド名の命名は、ボーカル宮崎の姉。理由は「漢字で書くとかっこいいのに読むと可愛い」から[21]。ちなみに当時のメンバー全員がシシャモをあまり好きではなかった。
- 当初は主に邦楽のコピーをしていたが、2011年春に軽音楽部顧問からオリジナル曲作成を提案され、宮崎が8月に「宿題が終わらない」を作成した[3]。

2012年
- 5月13日、全国の高校アマチュアバンドが集まる、『TEENS ROCK IN HITACHINAKA 2012』で「宿題が終わらない」「君に告白した理由」「熱冷まシート」を披露し、優秀賞とボーカル賞を受賞（最優秀賞はササクレ少女）。これを機にバンド名を「SHISHAMO」に改名[4][6]。
- 一部のリスナーや音楽関係者の間では注目を集めるものの、人前でのライブが数回しかなく、ネット検索にも引っかからない状況だったが、軽音楽部の顧問が通う地元のとんかつ屋で彼女らの曲を流してもらったところ、音楽制作会社GOOD CREATORS RECORDSの関係者の耳にとまった[5]。
- 9月25日には音楽専門誌『MUSICA』の鹿野淳が「未知の大器、高校生バンド見つけました」とTwitterで発言し、10月15日発売の同誌でインタビューが掲載された[5][54]。
- 10月10日、情報を聞いたニッポン放送ディレクターに抜擢され、11月10日放送の『オールナイトニッポンR』のパーソナリティーを務めることが発表された[54]。
- 10月17日、オリジナルCD「宿題が終わらない」をタワーレコード限定でリリースし、約1000枚売れ、オリコンインディーズチャート7位にランクインした[3][5]。

2013年
- 1月23日、高校生活のまとめ版CD『卒業制作』を発表し、3月には全国11箇所に及ぶツアーを「卒業旅行」と題して決行。ファイナルは地元川崎でフリーライブを行った。
- 高校を卒業し、春からバンド活動を本格的に開始。8月に、フェイスミュージックエンタテインメントと契約[55]。
- 8月9日、自主企画「夏の勉強会開きます。」を開催。
- 11月13日、デビューアルバム『SHISHAMO』をリリース。
- 12月6日、初のワンマンライブをShibuya WWWで行う[56]。

2014年
- 2月20日 - 3月9日、スペースシャワー列伝 JAPAN TOUR に抜擢され、KANA-BOON、キュウソネコカミ、go!go!vanillasと共にツアーを回る[57]。
- 5月24日 - 6月29日、SHISHAMO ワンマンツアー2014「彼女ができたバンドマンに恋する休日」を開催[8]。
- 7月2日、1stシングル「君と夏フェス」をリリース。
- 8月1日、SHISHAMO presents「軽音部祭り2014」を開催。出演バンドは、SANMA、たんたかたん、ペペロンチーノ、the ATAMUN。
- 9月11日、ベースの松本の脱退と、新ベースとして松岡が加入することが発表された[7]。
- 10月1日、2ndシングル「量産型彼氏」をリリース。
- 10月4日 - 11月28日、SHISHAMO ワンマンツアー2014秋「君ときみの彼氏と転校した彼女の日曜日のデートプラン」を開催。

2015年
- 3月4日、アルバム『SHISHAMO 2』をリリース。
- 4月4日 - 6月13日、SHISHAMO ワンマンツアー2015春「さよなら、僕のともだちと花の季節」を開催。
- 6月27日・7月25日、「SHISHAMO NO YAON!!!」を開催。
- 7月26日、大阪城野外音楽堂にて招待制の無料ワンマンライブ「uP!!!NEXT VOL.11〜SHISHAMO NO FREE NO YAON!!!〜」を開催[58]。
- 8月5日、3rdシングル「熱帯夜」をリリース。
- 10月5日 - 11月29日、SHISHAMO ワンマンツアー2015秋「熱帯夜はまだ続くけど、ガールは今日も笑わなきゃいけない」を開催。
- 11月27日、『ミュージックステーション』に初出演、地上波初演奏[9]。
- 12月2日、4thシングル「君とゲレンデ」をリリース。

2016年
- 1月4日、日本武道館にて初の単独ライブ公演「SHISHAMO NO BUDOKAN!!!」を開催[10]。
- 3月2日、アルバム『SHISHAMO 3』をリリース。
- 4月6日、初の映像作品となるBlu-ray Disc『SHISHAMO NO BUDOKAN!!!』をリリース。
- 4月19日 - 5月15日、初の全国ホールツアー、SHISHAMO ワンマンツアー2016春「少女たちが恋心に気付いたのは、宇宙からの旅がえり」を開催。
- 6月25日、大阪城ホールにて、関西初のアリーナ公演「SHISHAMO NO OSAKA-JOHALL!!!」を開催[59]。
- 7月16日・17日、日比谷野外大音楽堂にて「SHISHAMO NO YAON!!! 2016」を開催。1日目を「夜空編」、2日目を「青空編」と題し、それぞれ趣向を凝らしたライブを行った[60]。
- 9月7日、5thシングル「夏の恋人」をリリース。
- 11月9日、 Blu-ray Disc『SHISHAMO NO OSAKA-JOHALL!!!』をリリース。
- 11月11日 - 12月11日、SHISHAMO ワンマンツアー2016秋「夏の恋人はもういないのに、恋に落ちる音が聞こえたのはきっとあの漫画のせい」を開催。

2017年
- 1月、NTTドコモ『ドコモの学割』のCMに「明日も」が抜擢され、メンバーもCM初出演を果たす[11]。
- 2月22日、アルバム『SHISHAMO 4』をリリース。
- 3月5日、等々力陸上競技場で行われた、Jリーグの川崎フロンターレvsサガン鳥栖戦の始球式をメンバー3人が行う[61]。また同日には「SHISHAMO×FRONTALE コラボGOODS」も同競技場で発売された[62]。
- 3月18日 - 6月22日、SHISHAMO ワンマンツアー2017春「明日メトロですれちがうのは、魔法のような恋」を開催。「アリーナ編」「ホール編」「ライブハウス編」からなるツアーで、アリーナ編のファイナルはSHISHAMOにとって2度目の日本武道館公演[63]。
- 4月、「笑顔のおまじない」がフジテレビ系『めざましどようび』のテーマソングとなる[64]。
- 7月1日・7月17日、「SHISHAMO NO YAON!!! 2017」を開催。
- 8月2日、6thシングル「BYE BYE」と Blu-ray Disc『明日メトロですれちがうのは、魔法のような恋』を同時リリース。
- 10月25日、東宝系で公開された映画『ミックス。』の主題歌および挿入歌を収録した7thシングル「ほら、笑ってる」をリリース。映画のために楽曲を書き下ろしたのは初[65]。
- 11月6日 - 12月9日、SHISHAMO ワンマンツアー2017秋「奇跡なんて起きないと言ったあの娘も、いつか誰かととびきりロマンチックな恋をする」を開催[66]。
- 12月5日、「川崎市市民文化大使」に任命[67]。
- 12月20日、デビュー5周年を記念して『SHISHAMO 4 NO SPECIAL BOX』を完全生産限定で発売。
- 12月31日、『第68回NHK紅白歌合戦』に出場[12]。高校生ホーン隊とのコラボレーションで「明日も〜紅白2017ver.〜」を披露した[68]。

2018年
- 3月、『カルピスウォーター』大・卒業編のCMソングに「水色の日々」が決定[69]。
- 3月21日、「水色の日々」、ダイナミックJTBのCMソング「ドキドキ」[70]、三井住友カード Apple PayのCMソング「ロマンチックに恋して」[71]と、3曲のタイアップ曲を収録した8thシングル「水色の日々」をリリース。
- 3月24日 - 6月17日、SHISHAMO ワンマンツアー2018春「ドキドキしながら手を握ったのは、君には見えないあの娘が大人になるのが怖かったから」を開催。
- 6月20日、アルバム『SHISHAMO 5』をリリース。アルバム収録曲「ねぇ、」が『カルピスウォーター』大・告白編のCMソングに決定。春・夏と、2シーズン同じアーティストがCMソングを担当するのは初となった[72]。
- 6月24日、「SHISHAMO NO FREE LIVE!!! 〜ただいま川崎2018 番外編〜」をラ チッタデッラ 中央噴水広場で開催[73]。
- 7月28日、等々力陸上競技場にて、初のスタジアムワンマンライブ「SHISHAMO NO 夏MATSURI!!! 〜ただいま川崎2018〜」を開催予定だったが、台風12号 関東接近の影響で、気象庁より川崎市に暴風波浪警報が発令されたことを受け、中止となる[13]。
- 9月16日・9月24日、「SHISHAMO NO YAON!!! 2018」を開催。
- 10月8日、『第86回NHK全国学校音楽コンクール中学校の部』の課題曲の制作を、SHISHAMOが担当することが発表された[74]。
- 11月2日 - 2019年1月31日、初の海外公演を含む SHISHAMO ワンマンツアー2018-2019「ねぇ、あなたとあの娘は夢でしか逢えない間柄なのにどうして夜明けにキスしてたの？」を開催。

2019年
- 2月1日、公式アプリ「ししゃモバ」リニューアル。以後、アプリ会員は「しゃもサポ」と呼ばれるようになる。
- 3月9日、NHKEテレ『発表！Nコン2019課題曲』にて『第86回NHK全国学校音楽コンクール中学校の部』の課題曲「君の隣にいたいから」が初披露された[75]。
- 4月、TBS系テレビ『王様のブランチ』テーマソングに「ハネノバシ」が決定[76]。さらに、ロッテ『爽』CMソングに「OH！」が決定[77]。
- 4月6日・4月20日、「SHISHAMO NO YAON!!! 2019」を開催。
- 4月24日、9thシングル「OH！」をリリース。
- 6月16日、『SHISHAMO BEST』のリリース直前スペシャル企画として、東京・六本木ヒルズにあるYouTube Space Tokyoで「YouTube Music Night feat. SHISHAMO」を開催。
- 6月19日、初のベスト・アルバム『SHISHAMO BEST』をリリース。
- 7月28日、ファンクラブ限定ライブ「SHISHAMO NO ハネノバシ in 沖縄!!!」を沖縄県の桜坂セントラルで開催。
- 9月22日・9月28日、ベスト・アルバムのリリース記念としてアリーナ公演「SHISHAMO NO BEST ARENA!!!」を大阪城ホール、さいたまスーパーアリーナで開催[14]。
- 10月16日、10thシングル「君の隣にいたいから」をリリース。
- 12月1日 - 2020年2月3日、SHISHAMO ワンマンツアー2019-2020「シーズン3が終わっても君の隣にいたかった」を開催。

2020年
- 1月29日、アルバム『SHISHAMO 6』と Blu-ray Disc『SHISHAMO NO BEST ARENA!!! EAST』を同時リリース。
- 3月6日 - 5月30日、SHISHAMO ワンマンツアー2020春「今だけは天使みたいに大事にしてね」を開催予定だったが、新型コロナウイルスの影響により全公演中止。6月28日、カルッツ川崎にて振替オンラインライブを無観客で生配信[16]。
- 5月13日・5月26日、「明日はない」「妄想サマー」を2作連続で配信リリース。
- 8月9日、2018年夏に開催予定だったスタジアムワンマンライブをリベンジ公演「SHISHAMO NO 夏MATSURI!!!〜おまたせ川崎2020〜」として等々力陸上競技場で開催予定だったが、こちらも新型コロナウイルスの影響により中止[78]。
- 11月14日・11月22日・12月12日、初となるファンクラブ限定ツアー SHISHAMO FC限定ツアー「しゃもサポだけの秘密やで 2020」を東名阪のZeppにて開催。
- 12月2日・12月23日、「人間」「明日の夜は何が食べたい？」を2作連続で配信リリース。
- 12月21日、おフロの恋人! LOTTE presents「中村憲剛引退セレモニー&優勝報告会」に参加。宮崎とスキマスイッチの常田真太郎が共同制作した「天才の種」を中村に捧げた[32]。

2021年
- 2月24日、「君の目も鼻も口も顎も眉も寝ても覚めても超素敵!!!」を配信リリース。
- 3月10日、「壊したんだ」を配信リリース。
- 4月11日・4月17日、2年ぶりとなる野音公演「SHISHAMO NO YAON!!! 2021」を、東京・大阪にて開催。
- 6月30日、約1年半ぶりとなるアルバム『SHISHAMO 7』をリリース。
- 8月7日 - 9月13日、10月2日 - 11月14日上演の宝塚歌劇団 雪組公演 “『CITY HUMTER』 -盗まれたXYZ- ”に宮崎が「WONDERLAND」を楽曲提供[33]。
- 11月3日 - 12月11日、全国8箇所をまわる全国ツアー SHISHAMO ワンマンツアー2021秋「寝ても覚めてもかわいい君と死にたくなるような恋がしたい」を開催。
- 11月3日・11月17日、『ブーツを鳴らして - EP』から「マフラー」「ミルクコーヒー」を先行配信開始。
- 12月1日、初のコンセプトEP『ブーツを鳴らして - EP』を配信リリース[79]。

2022年
- 2月2日、「狙うは君のど真ん中」を配信リリース。
- 3月16日、「春に迷い込んで」を配信リリース。
- 3月7日 - 4月24日、SHISHAMO初となる対バンツアー「SHISHAMO NO OMANEKI TOUR!!! 〜開国2022〜」を、全国7箇所で開催。対バン相手は、東京スカパラダイスオーケストラ、ピーズ、the pillows、TRICERATOPS、フジファブリック、ORANGE RANGE、FLOWER FLOWER[80]だった[81]。
- 6月11日・6月19日、恒例の野音公演「SHISHAMO NO YAON!!! 2022」を、東京・大阪にて開催。
- 7月13日、「ハッピーエンド」を配信リリース。
- 8月31日、「なんとなく。」を配信リリース。
- 9月1日、神奈川県川崎市が2024年7月に市制100周年を迎えるにあたり発足した、「かわさきスペシャルサポーター」に就任[82]。
- 10月8日 - 11月26日、初めて訪れる街を回る全国ツアー SHISHAMO ワンマンツアー2022秋「NICE TO MEET YOUr town!!! 〜10年目の初上陸〜」を開催。
- 11月13日、CDデビュー10周年イヤー突入。バンドの地元・川崎の「ラ チッタデッラ 中央噴水広場」で、フリーライブ『今日から10周年イヤー突入!!! SHISHAMO NO FREE LIVE!!! 〜10YEARS THANK YOU〜』を開催[83]。『恋を知っているすべてのあなたへ』から「恋する -10 YEARS THANK YOU-」を先行配信開始。
- 11月18日、「君の目も鼻も口も顎も眉も寝ても覚めても超素敵!!!」と漫画『顔だけじゃ好きになりません』のコラボムービーをYouTubeで公開。作者の安斎かりんとメンバーが対談を行った[84]。
- 12月2日から、CDデビュー10周年記念コンセプトアルバム『恋を知っているすべてのあなたへ』に先駆け、恋心を7つのテーマに分けたプレイリストを毎週1つずつ配信開始[85]。

2023年
- 1月4日、CDデビュー10周年を記念したライブ「SHISHAMO NO BUDOKAN!!! 〜10YEARS THANK YOU〜」を日本武道館で開催[86]。
- 2月4日、恋愛の曲を集めたコンセプト・アルバム『恋を知っているすべてのあなたへ』をリリース。
- 3月4日、「SHISHAMO NO OSAKA-JO HALL!!! 〜10YEARS THANK YOU〜」を大阪城ホールで開催。京セラオリジナルアニメーション第2弾『私のハッシュタグが映えなくて。』の主題歌「きらきら」を配信リリース[87]。
- 6月28日、JTB 『ココロオドル夏旅』キャンペーンのCMソング「夏恋注意報」を配信リリース。 Blu-ray Disc『SHISHAMO NO BUDOKAN!!! 〜10YEARS THANK YOU〜』をリリース。
- 7月8日・7月22日、野音公演「SHISHAMO NO YAON!!! 2023」を東京・大阪にて開催。
- 8月5日、ファンクラブ "しゃもサポ" 限定イベント 「SHISHAMO TO ODEKAKE!!! 2023」 〜BBQの巻〜  を開催。
- 8月23日、これまでに発表したオリジナル・アルバム全7タイトルのアナログレコードを初回生産限定発売。また、宮崎デザインのアナログレコードプレーヤーを受注生産で発売。
- 9月8日、テレビ東京系『姪のメイ』のオープニングテーマ曲、「わたしの宇宙」を配信リリース[88]。ドラマの楽曲を書き下ろしたのは初[89]。
- 9月10日 - 11月4日、全国11都市を回る SHISHAMO 10th Anniversary Tour「恋を知っているすべてのあなたへ」 を開催。
- 9月22日、『10th Anniversary Acoustic Album「ACOUSTIC SHISHAMO」』から「夏の恋人 ACOUSTIC ver.」を先行配信開始。9月25日、SHISHAMO×安斎かりん スペシャルコラボムービーをYouTubeで公開。
- 10月13日、マッチングアプリ『with』のテレビCMソング「私のままで」を配信リリース。フジテレビ系『うちの弁護士は手がかかる』にメンバーが本人役でドラマ初出演[90]。
- 10月14日、川崎市の中学校・高等学校の軽音楽部・吹奏楽部の生徒を招待し、「祝!!! 川崎市市制100周年SHISHAMO NO KOKERAOTOSHI!!! ～SUPERNOVA KAWASAKI OPENING LIVE～限定公開リハーサル」を開催[91]。
- 10月15日、ライブハウス「SUPERNOVA KAWASAKI」(スペルノーヴァ カワサキ) のこけら落とし公演、「祝!!! 川崎市市制100周年 SHISHAMO NO KOKERAOTOSHI!!! 〜SUPERNOVA KAWASAKI OPENING LIVE〜」を開催[92]。
- 10月31日、ユーシーカード 新WEB CM「ちょっと素敵な帰り道」篇 CMソングに「犬ころ」が決定。11月1日、『10th Anniversary Acoustic Album「ACOUSTIC SHISHAMO」』から「犬ころ ACOUSTIC ver.」を先行配信開始[93]。
- 11月8日、初となるアコースティック・アルバム『10th Anniversary Acoustic Album「ACOUSTIC SHISHAMO」』をリリース。
- 11月11日・11月12日、ぴあアリーナMMにて、CDデビュー10周年イヤーの締めくくりとなるアリーナ2daysLIVE、SHISHAMO 10th Anniversary Final Live「FINALE!!! -10YEARS THANK YOU-」を開催。1日目は、SHISHAMOのワンマンライブ、2日目は、後夜祭 〜あつまれ同騒会!!!〜 と題し、2014年に「スペースシャワー列伝 JAPAN TOUR」を共にしたKANA-BOON、キュウソネコカミ、go!go!vanillasとの対バンライブを行った[18]。

2024年
- 1月10日、ボートレース2024年新CMシリーズ『ボートレース だれもが躍動するスポーツ』TVCMタイアップソング「最高速度」を配信リリース[94]。
- 1月19日 - 2月6日、バンド初となるアコースティックライブツアー SHSIHAMO Billboard Live TOUR「ACOUSTIC SHISHAMO」 を横浜・東京・大阪のビルボードライブで開催[95]。
- 4月10日、約3年ぶりとなるオリジナル・アルバム『SHISHAMO 8』とBlu-ray Disc『SHISHAMO 10th Anniversary Final Live「FINALE!!! -10YEARS THANK YOU-」』を同時リリース。
- 5月29日、「全力少年」のカバーが収録されたスキマスイッチのトリビュート・アルバム “SUKIMASWITCH 20th Anniversary Tribute Album 『みんなのスキマスイッチ』”がリリースになった[96]。
- 6月2日 - 7月13日、SHISHAMO ワンマンツアー2024初夏「退屈なハッピーエンドに迷い込んだのは君のせいだ」を開催。最終公演は、5年半ぶりSHISHAMO史上2度目となる台北でのワンマン公演を行った[97]。
- 7月24日、「いっそこの心臓の音が君に聞こえたら」を配信リリース。
- 7月27日・8月17日、野音公演「SHISHAMO NO YAON!!! 2024」を大阪・東京にて開催。
- 9月28日・9月29日、ファンクラブ "しゃもサポ" 限定イベント 「SHISHAMO TO ODEKAKE!!!2024」 〜ゆかりの地でランチ会の巻〜 を開催。
- 10月2日、日本テレビ系『ズームイン!!サタデー』のテーマソング「カラフル」を配信リリース[98]。
- 10月4日 - 12月7日、SHISHAMO ライブハウスツアー2024「この心臓の音が君に聞こえたらもうただの友達って言い訳できない」を開催。最終公演は、SHISHAMO初となる韓国での公演を行った[99]。

2025年
- 1月8日、TVアニメ「花は咲く、修羅の如く」のオープニング主題歌「自分革命」を配信リリース。SHISHAMOがTVアニメの主題歌を担当するのは初[100]。
- 2月1日、ドラマーの吉川美冴貴が体調不良により、当面の間休養することがバンドの公式サイトで発表された[101]。予定されているライブについてはサポートドラマーを迎えて開催するとしている[52][53]。
- 2月8日 - 3月9日、これまで訪れたことのない街を回るホールツアー第2弾 SHISHAMO ワンマンツアー2025春「NICE TO MEET YOUr town!!! 〜season2〜」 を開催。
- 3月15日、生田絵梨花と共演したアサヒ飲料「三ツ矢サイダー」の新TVCM「生田絵梨花/#バンドに夢中」編の放送がスタート。3月28日、「明日も(IKUSHAMO ver.)」を配信リリース[102]。
- 4月5日 - 4月13日、野音公演「SHISHAMO NO YAON!!! 2025」を東京・大阪にて開催。記念すべき10回目の公演で、初の各地2日間、計4日間で開催。
- 6月25日、「君に聞きたいひとつのこと」を配信リリース。
- 9月27日、SHISHAMO ワンマンライブ2025「残暑お見舞い申し上げます!!!」を開催予定。

## ディスコグラフィ

### シングル

#### 配信限定シングル
|      | 配信日 | 配信日   | タイトル                                        | 規格                   | 初収録アルバム                 |
| ---- | ------ | -------- | ----------------------------------------------- | ---------------------- | ------------------------------ |
| 1st  | 2020年 | 05月13日 | 明日はない                                      | デジタル・ダウンロード | SHISHAMO 7                     |
| 2nd  | 2020年 | 05月26日 | 妄想サマー                                      | デジタル・ダウンロード | 未収録                         |
| 3rd  | 2020年 | 12月02日 | 人間                                            | デジタル・ダウンロード | SHISHAMO 7                     |
| 4th  | 2020年 | 12月23日 | 明日の夜は何が食べたい？                        | デジタル・ダウンロード | SHISHAMO 7                     |
| 5th  | 2021年 | 02月24日 | 君の目も鼻も口も顎も眉も寝ても覚めても超素敵!!! | デジタル・ダウンロード | SHISHAMO 7                     |
| 6th  | 2021年 | 03月10日 | 壊したんだ                                      | デジタル・ダウンロード | SHISHAMO 7                     |
| 7th  | 2022年 | 02月02日 | 狙うは君のど真ん中                              | デジタル・ダウンロード | 恋を知っているすべてのあなたへ |
| 8th  | 2022年 | 03月16日 | 春に迷い込んで                                  | デジタル・ダウンロード | SHISHAMO 8                     |
| 9th  | 2022年 | 07月13日 | ハッピーエンド                                  | デジタル・ダウンロード | SHISHAMO 8                     |
| 10th | 2022年 | 08月31日 | なんとなく。                                    | デジタル・ダウンロード | SHISHAMO 8                     |
| 11th | 2023年 | 03月04日 | きらきら                                        | デジタル・ダウンロード | SHISHAMO 8                     |
| 12th | 2023年 | 06月28日 | 夏恋注意報                                      | デジタル・ダウンロード | SHISHAMO 8                     |
| 13th | 2023年 | 09月08日 | わたしの宇宙                                    | デジタル・ダウンロード | SHISHAMO 8                     |
| 14th | 2023年 | 10月13日 | 私のままで                                      | デジタル・ダウンロード | SHISHAMO 8                     |
| 15th | 2024年 | 01月10日 | 最高速度                                        | デジタル・ダウンロード | SHISHAMO 8                     |
| 16th | 2024年 | 07月24日 | いっそこの心臓の音が君に聞こえたら              | デジタル・ダウンロード | 未収録                         |
| 17th | 2024年 | 10月02日 | カラフル                                        | デジタル・ダウンロード | 未収録                         |
| 18th | 2025年 | 01月08日 | 自分革命                                        | デジタル・ダウンロード | 未収録                         |
| -    | 2025年 | 03月28日 | 明日も(IKUSHAMO ver.)                           | デジタル・ダウンロード | 未収録                         |
| 19th | 2025年 | 06月25日 | 君に聞きたいひとつのこと                        | デジタル・ダウンロード | 未収録                         |

### プレイリスト

#### 7つのテーマに分けた恋心プレイリスト
- CDデビュー10周年記念コンセプトアルバム『恋を知っているすべてのあなたへ』に先駆け、2022年12月2日より、恋心を7つのテーマに分けたプレイリストを毎週1つずつ配信[85]。

|       | 配信日         | タイトル                               | 収録曲 | 規格                   |
| ----- | -------------- | -------------------------------------- | --- | ---------------------- |
| 第1弾 | 2022年12月02日 | 好き100%の片思いをしているあなたへ     | 1. 好き好き！ 2. 君と夏フェス 3. ドキドキ 4. 恋に落ちる音が聞こえたら 5. 狙うは君のど真ん中 6. ねぇ、 7. 恋する -10YEARS THANK YOU-                                    | デジタル・ダウンロード |
| 第2弾 | 2022年12月09日 | 泣き出しそうな片思いをしているあなたへ | 1. ごめんね、恋心 2. 通り雨 3. 昼夜逆転 4. さよならの季節 5. きっとあの漫画のせい 6. ひっちゃかめっちゃか 7. 君とゲレンデ                                              | デジタル・ダウンロード |
| 第3弾 | 2022年12月16日 | 恋人が好きでたまらないあなたへ         | 1. 君の目も鼻も口も顎も眉も寝ても覚めても超素敵!!! 2. フェイバリットボーイ 3. キスをちょうだい 4. 笑顔のとなり 5. 天使みたい 6. ドライブ 7. あなたと私の間柄 8. 熱帯夜 | デジタル・ダウンロード |
| 第4弾 | 2022年12月23日 | 恋人同士なのに不安なあなたへ           | 1. 曇り夜空は雨の予報 2. 真夜中、リビング、電気を消して。 3. きみと話せないのは 4. 深夜のラジオ 5. あの娘の城 6. 今だけは                                              | デジタル・ダウンロード |
| 第5弾 | 2023年01月13日 | さよならの予感がしているあなたへ       | 1. 君の大事にしてるもの 2. 二酸化炭素 3. こんな僕そんな君 4. 推定移動距離 5. 許してあげるから 6. 警報 7. 夏の恋人                                                      | デジタル・ダウンロード |
| 第6弾 | 2023年01月20日 | ひとつの恋が終わってしまったあなたへ   | 1. またね 2. ハッピーエンド 3. 手のひらの宇宙 4. 花 5. BYE BYE 6. 終わり 7. ごめんね 8. 忘れてやるもんか                                                               | デジタル・ダウンロード |
| 第7弾 | 2023年01月27日 | あの日の恋が刺さったままのあなたへ     | 1. 夢で逢う 2. ブーツを鳴らして 3. 春に迷い込んで 4. 同窓会 5. 生きるガール 6. メトロ 7. 夢で逢えても                                                                  | デジタル・ダウンロード |

### 参加作品
| 発売日/発表日  | 曲名     | アーティスト名                     | 収録作品                                                               | 備考 |
| -------------- | -------- | ---------------------------------- | ---------------------------------------------------------------------- | --- |
| 2020年12月21日 | 天才の種 | スキマスイッチ 常田真太郎×SHISHAMO | 配信シングル「天才の種」                                               | 常田と宮崎の共作。2020年12月21日に開催された『おフロの恋人! LOTTE presents「中村憲剛引退セレモニー&優勝報告会」』で、中村に捧げる楽曲として発表された。 |
| 2024年05月29日 | 全力少年 | スキマスイッチ                     | SUKIMASWITCH 20th Anniversary Tribute Album 『みんなのスキマスイッチ』 | スキマスイッチの楽曲のカバー。 |

#### 宮崎のみ
| 発売日         | 曲名                                       | アーティスト名                 | 収録作品                                                                      | 備考 |
| -------------- | ------------------------------------------ | ------------------------------ | ----------------------------------------------------------------------------- | --- |
| 2015年05月20日 | superfine                                  | シンリズム                     | 1stアルバム『NEW RHYTHM』                                                     | コーラスを担当。 |
| 2015年10月21日 | 記憶にございません                         | キュウソネコカミ               | 3rdフル(メジャー1st)アルバム『人生はまだまだ続く』                            | 「嘘つき」のセリフを担当。                                                                                          |
| 2015年11月03日 | Music Life                                 | シンリズム                     | 7インチアナログEP、2ndアルバム『Have Fun』                                    | コーラスを担当。 |
| 2016年04月16日 | 春の虹                                     | シンリズム                     | 7インチアナログEP、2ndアルバム『Have Fun』                                    | コーラスを担当。 |
| 2016年11月03日 | ラジオネームが読まれたら                   | シンリズム                     | 7インチアナログEP、2ndアルバム『Have Fun』                                    | コーラスを担当。 |
| 2017年05月10日 | ショートヘア                               | シンリズム                     | 2ndアルバム『Have Fun』                                                       | ボーカル・コーラスを担当。                                                                                          |
| 2024年10月23日 | 教えてウロボロス feat.宮崎朝子（SHISHAMO） | 東京スカパラダイスオーケストラ | 東京スカパラダイスオーケストラ デビュー35周年記念オリジナルフルアルバム『35』 | 日本テレビ系ドラマ「離婚弁護士 スパイダー」の主題歌で、10月12日から先行配信が開始された。ゲストボーカルとして参加。 |

### ミュージック・ビデオ
| 公開日 | 公開日   | 曲名                                            | 監督                 | 備考                                                                                   |
| ------ | -------- | ----------------------------------------------- | -------------------- | -------------------------------------------------------------------------------------- |
| 2013年 | 08月29日 | 僕に彼女ができたんだ                            | フカツマサカズ       |                                                                                        |
| 2013年 | 10月25日 | がたんごとん                                    | フカツマサカズ       |                                                                                        |
| 2013年 | 11月21日 | 行きたくない                                    | フカツマサカズ       |                                                                                        |
| 2014年 | 07月01日 | 君と夏フェス                                    | フカツマサカズ       | (出演) 上原実矩 私市夢太                                                               |
| 2014年 | 09月30日 | 量産型彼氏                                      | フカツマサカズ       |                                                                                        |
| 2015年 | 02月04日 | 僕、実は                                        | フカツマサカズ       |                                                                                        |
| 2015年 | 02月27日 | さよならの季節                                  | フカツマサカズ       | (出演) 上原実矩 中山龍也 飯村未侑 (ロケ地) 旧足利西高校                                |
| 2015年 | 07月27日 | 熱帯夜                                          | フカツマサカズ       |                                                                                        |
| 2015年 | 12月25日 | 君とゲレンデ                                    | フカツマサカズ       | (出演) 上原実矩 石川勇輝 佐藤悦子 中川莉奈 伊藤勇輝 (ロケ地) キロロリゾート            |
| 2016年 | 02月22日 | みんなのうた                                    | 岡田文章             | (出演) 清水富美加                                                                      |
| 2016年 | 05月12日 | 中庭の少女たち                                  | 川島小鳥             | (出演) 森川葵                                                                          |
| 2016年 | 09月02日 | 夏の恋人                                        | 番場秀一             | (ロケ地) 千葉県 銚子市                                                                 |
| 2017年 | 02月07日 | 魔法のように                                    | 須藤カンジ           |                                                                                        |
| 2017年 | 02月13日 | 明日も                                          | フカツマサカズ       | (ロケ地) 等々力陸上競技場                                                              |
| 2017年 | 07月25日 | BYE BYE                                         | 番場秀一             |                                                                                        |
| 2017年 | 10月24日 | ほら、笑ってる                                  | フカツマサカズ       | (出演) 花梨                                                                            |
| 2018年 | 03月20日 | 水色の日々                                      | 山岸聖太             | (出演) 蒔田彩珠                                                                        |
| 2018年 | 06月06日 | 私の夜明け                                      | 林響太郎             |                                                                                        |
| 2018年 | 06月11日 | ねぇ、                                          | フカツマサカズ       |                                                                                        |
| 2019年 | 03月28日 | OH！                                            | 田辺秀伸             | (ロケ地) 川崎総合科学高等学校                                                          |
| 2019年 | 09月13日 | 君の隣にいたいから                              | 林響太郎             | (出演) 千歩 影山友哉                                                                   |
| 2019年 | 10月16日 | 君の大事にしてるもの                            | 鈴木健太             | (出演) 穂志もえか 樫尾篤紀                                                             |
| 2020年 | 01月22日 | 曇り夜空は雨の予報                              | 深津昌和             |                                                                                        |
| 2020年 | 05月13日 | 明日はない                                      |                      | リリックビデオ                                                                         |
| 2020年 | 05月26日 | 妄想サマー                                      |                      | リリックビデオ                                                                         |
| 2020年 | 11月30日 | 明日はない                                      | 深津昌和             |                                                                                        |
| 2020年 | 12月02日 | 人間                                            | 渡邉直               | (出演) 上原実矩                                                                        |
| 2020年 | 12月24日 | 明日の夜は何が食べたい？                        |                      |                                                                                        |
| 2021年 | 02月24日 | 君の目も鼻も口も顎も眉も寝ても覚めても超素敵!!! | KASICO               |                                                                                        |
| 2021年 | 03月10日 | 壊したんだ                                      | 大澤健太郎           | (ロケ地) 北海道 野付半島                                                               |
| 2021年 | 05月28日 | 中毒                                            | Nasty Men$ah         |                                                                                        |
| 2021年 | 07月29日 | ドライブ                                        |                      |                                                                                        |
| 2021年 | 11月03日 | マフラー                                        | 深津昌和             |                                                                                        |
| 2021年 | 12月20日 | ブーツを鳴らして                                | 大澤健太郎           | (ロケ地) テアトル蒲田                                                                  |
| 2022年 | 02月09日 | 狙うは君のど真ん中                              | マルルーン           | (出演) ロマ・トニオロ (ロケ地) 彩湖・道満グリーンパーク                                |
| 2022年 | 03月16日 | 春に迷い込んで                                  | ミラーレイチェル智恵 | (出演) 南琴奈                                                                          |
| 2022年 | 07月13日 | ハッピーエンド                                  | 番場秀一             | (ロケ地) 愛知県 美浜町                                                                 |
| 2022年 | 08月31日 | なんとなく。                                    |                      | リリックビデオ                                                                         |
| 2022年 | 11月13日 | 恋する -10YEARS THANK YOU-                      | 深津昌和             | (出演) 上原実矩 岡田翔大郎                                                             |
| 2023年 | 03月25日 | きらきら                                        | 深津昌和             |                                                                                        |
| 2023年 | 06月28日 | 夏恋注意報                                      | 深津昌和             | (出演) 平澤由理 大原海輝 (ロケ地) 逗子マリーナ                                         |
| 2023年 | 09月15日 | わたしの宇宙                                    | 石原慎               | (出演) 宮崎奏佑 松本孟徳 キリト 杉田きいな 鈴木康洋                                    |
| 2023年 | 11月07日 | 私のままで                                      | 深津昌和             |                                                                                        |
| 2024年 | 01月10日 | 最高速度                                        | 石原慎               | (出演) 沼口拓樹 羽柴なつみ 湊伶央 佐々木怜司 他多数 (ロケ地) 等々力球場                |
| 2024年 | 07月26日 | いっそこの心臓の音が君に聞こえたら              | 柚葉                 | (出演) 西田圭李 金丸尭暉                                                               |
| 2024年 | 10月19日 | カラフル                                        | 石原慎               | (出演) 中嶋美虹 あいる 笑里 丹太威 YOKOHAMA ROBINS 他多数 (ロケ地) アニヴェルセル 大宮 |
| 2025年 | 01月08日 | 自分革命                                        | 石原慎               | (出演) 葵うたの 倉持菫 江川将太 佐々木寿音 他多数                                      |
| 2025年 | 03月28日 | 明日も(IKUSHAMO Ver.)                           |                      | (出演) 生田絵梨花                                                                      |
| 2025年 | 06月25日 | 君に聞きたいひとつのこと                        | 深津昌和             |                                                                                        |

## タイアップ一覧
| 起用年 | 曲名                                            | タイアップ                                                                        |
| ------ | ----------------------------------------------- | --------------------------------------------------------------------------------- |
| 2013年 | 僕に彼女ができたんだ                            | テレビ東京系『JAPAN COUNTDOWN』2013年11月度エンディングテーマ                     |
| 2013年 | 行きたくない                                    | TOKYO MX『夏木スタイル One of Love』エンディングテーマ                            |
| 2014年 | 君と夏フェス                                    | テレビ東京系『JAPAN COUNTDOWN』2014年8月度エンディングテーマ                      |
| 2014年 | 君と夏フェス                                    | TOKYO MX『夏木スタイル One of Love』2014年8月度エンディングテーマ                 |
| 2014年 | 君と夏フェス                                    | 長崎国際テレビ『AIR』8月度オープニングテーマ                                      |
| 2014年 | 量産型彼氏                                      | TOKYO MX『夏木スタイル One of Love』2014年11月度エンディングテーマ                |
| 2016年 | 君とゲレンデ                                    | KBS京都『京スポ』1月度エンディングテーマ                                          |
| 2016年 | 生きるガール                                    | 北海道テレビ『イチオシ!モーニング』冬の番組宣伝曲                                 |
| 2017年 | 魔法のように                                    | リクルートホールディングス「タウンワーク 雪国篇」CMソング                         |
| 2017年 | 明日も                                          | NTTドコモ「ドコモの学割」CMソング                                                 |
| 2017年 | 音楽室は秘密基地                                | NHK『みんなのうた』2月・3月度放送曲                                               |
| 2017年 | 笑顔のおまじない                                | フジテレビ系『めざましどようび』テーマソング                                      |
| 2017年 | 好き好き！                                      | JTB「沖縄キャンペーン」CMソング                                                   |
| 2017年 | BYE BYE                                         | ベネッセコーポレーション「進研ゼミ中学講座 ニガテつぶしの夏編」CMソング           |
| 2017年 | BYE BYE                                         | 長崎国際テレビ『AIR』9月度オープニングテーマ                                      |
| 2017年 | ほら、笑ってる                                  | 東宝配給映画『ミックス。』主題歌                                                  |
| 2017年 | サボテン                                        | 東宝配給映画『ミックス。』挿入歌                                                  |
| 2018年 | ドキドキ                                        | JTB「ダイナミックJTB」CMソング                                                    |
| 2018年 | ロマンチックに恋して                            | 三井住友カード「三井住友カードApple Pay」CMソング                                 |
| 2018年 | 水色の日々                                      | カルピス『カルピスウォーター』CMソング                                            |
| 2018年 | 水色の日々                                      | 九州朝日放送『ドォーモ』4月度エンディングテーマ                                   |
| 2018年 | ねぇ、                                          | カルピス『カルピスウォーター』CMソング                                            |
| 2019年 | 笑顔のおまじない                                | テレビ神奈川『ファイト!川崎フロンターレ』エンディングテーマ                       |
| 2019年 | サボテン                                        | 毎日放送『ミント!』月 - 木曜日エンディングテーマ                                  |
| 2019年 | 明日も                                          | 毎日放送『ミント!』金曜日エンディングテーマ                                       |
| 2019年 | ハネノバシ                                      | TBS系『王様のブランチ』テーマソング                                               |
| 2019年 | OH！                                            | ロッテ『爽』CMソング                                                              |
| 2019年 | 君と夏フェス                                    | ナカバヤシ「ロジカル・エアーノート 君の前進 篇」CMソング                          |
| 2019年 | 明日も                                          | 『Google アプリ』WEB CMソング                                                     |
| 2019年 | 君の隣にいたいから                              | 「第86回NHK全国学校音楽コンクール 中学校の部」課題曲                              |
| 2019年 | 君の隣にいたいから                              | NHK『みんなのうた』8月・9月度放送曲                                               |
| 2019年 | またね                                          | サントリーフーズ「なっちゃん」コラボ短編映画ソング                                |
| 2020年 | 曇り夜空は雨の予報                              | 東京メトロ『Find my Tokyo.』CMソング                                              |
| 2021年 | ねぇ、                                          | ABEMA『今日、好きになりました。』第34弾(春桜編) - 第36弾(霞草編)主題歌            |
| 2021年 | 君の目も鼻も口も顎も眉も寝ても覚めても超素敵!!! | ロッテ『ZEROアイス』WEB CMソング                                                  |
| 2021年 | 中毒                                            | テレビ愛知『a-NN♪』6月度エンディングテーマ                                        |
| 2022年 | 狙うは君のど真ん中                              | 学習塾「第一ゼミナール/ファロス個別指導学院」CMソング                             |
| 2023年 | きらきら                                        | 京セラオリジナルアニメーション第2弾『私のハッシュタグが映えなくて。』主題歌       |
| 2023年 | 夏恋注意報                                      | JTB『ココロオドル夏旅』キャンペーン TVCMソング                                    |
| 2023年 | わたしの宇宙                                    | テレビ東京系 木ドラ24『姪のメイ』オープニングテーマ                               |
| 2023年 | 私のままで                                      | マッチングアプリ「with」TVCMソング                                                |
| 2023年 | 私のままで                                      | ABEMA × with共同制作 恋愛番組『MONOTONE LOVE -価値観重視の恋-』主題歌             |
| 2023年 | 犬ころ                                          | ユーシーカード WEB CM「ちょっと素敵な帰り道」篇 CMソング                          |
| 2024年 | 最高速度                                        | ボートレース2024年新CMシリーズ『ボートレース だれもが躍動するスポーツ』TVCMソング |
| 2024年 | わたしの宇宙                                    | 花王「リーゼ」『ティントカラージェル』 CMソング                                   |
| 2024年 | カラフル                                        | 日本テレビ系『ズームイン!!サタデー』テーマソング                                  |
| 2025年 | 自分革命                                        | テレビアニメ『花は咲く、修羅の如く』オープニングテーマ                            |
| 2025年 | わたしの宇宙                                    | 花王「リーゼ カラー」ブランドCMソング                                             |
| 2025年 | 明日も(IKUSHAMO ver.)                           | アサヒ飲料「三ツ矢サイダー」（『生田絵梨花/#バンドに夢中』編）TVCMソング          |

## ヘビーローテーション/パワープレイ
| 放送年 | 曲名                 | ヘビーローテーション/パワープレイ                   |
| ------ | -------------------- | --------------------------------------------------- |
| 2013年 | 僕に彼女ができたんだ | スペースシャワーTV ミドルローテーション「it!」      |
| 2014年 | 君と夏フェス         | スペースシャワーTV ミドルローテーション「it!」      |
| 2015年 | さよならの季節       | スペースシャワーTV 3月度 POWER PUSH!                |
| 2015年 | 僕、実は             | FM N1 3月度 パワープレイ                            |
| 2016年 | みんなのうた         | FM福島 3月度 ヘビーローテーション                   |
| 2016年 | 夏の恋人             | cross fm 8月度 ヘビーローテーション                 |
| 2016年 | 夏の恋人             | FM N1 9月度 パワープレイ                            |
| 2016年 | 夏の恋人             | bay fm 9月5日-9月25日 パワープレイ                  |
| 2017年 | 明日も               | bay fm 2月20日-3月12日 パワープレイ                 |
| 2017年 | 魔法のように         | FM N1 3月度 パワープレイ                            |
| 2017年 | ほら、笑ってる       | bay fm 10月9日-10月29日 パワープレイ                |
| 2019年 | 君の隣にいたいから   | ニッポン放送 オールナイトニッポン 10月度 プッシュ曲 |
| 2019年 | 君の隣にいたいから   | FM FUJI 10月度パワープレイ 「SOUND FOREST」         |
| 2019年 | 君の隣にいたいから   | TBSラジオ 10月度(10月14日-10月20日) 今週の推薦曲    |
| 2019年 | 君の隣にいたいから   | bay fm 10月14日-11月3日 パワープレイ                |

## ライブ

### ワンマンライブ・ツアー・主催イベント
ライブの入場SEはSAKEROCKの「URAWA-city」（川崎市発祥のバンドにもかかわらず）、END SEはThe ピーズの「東の窓」。

## 出演

### NHK紅白歌合戦出場歴
| 年度/放送回               | 回 | 曲目                    | 出演順 | 対戦相手   | 備号                                           |
| ------------------------- | -- | ----------------------- | ------ | ---------- | ---------------------------------------------- |
| 2017年（平成29年）/第68回 | 初 | 明日も 〜紅白2017ver.〜 | 03/22  | 三山ひろし | 番組の企画で募集された、高校生のホーン隊と共演 |

### テレビ
- ミュージックステーション（テレビ朝日）
  - ミュージックステーション（2015年11月27日・2017年2月24日・2017年11月3日・2023年8月4日）
  - ミュージックステーション ウルトラFES（2017年9月18日）
  - ミュージックステーション スーパーライブ（2017年12月22日）
- 関ジャム 完全燃SHOW（2017年3月12日・2018年7月1日、テレビ朝日）（2021年6月6日・2022年5月15日・2023年4月2日・2024年5月5日）- 宮崎のみ
- SONGS（第440回 2017年11月2日・第507回 2019年8月31日、NHK総合）
- シブヤノオト Presents SHISHAMO リクエストLIVE（2018年6月9日・2019年6月29日、NHK総合）
- A-Studio（2018年7月20日、TBS）
- 明石家紅白!（2019年6月15日、NHK総合）
- 第86回NHK全国学校音楽コンクール 中学校の部 全国コンクール（2019年10月14日、NHKEテレ）
- MUSIC BLOOD（2021年6月25日、日本テレビ）
- バズリズム02（2020年6月12日 宮崎のみ・2023年9月29日、日本テレビ）
- あのちゃんの電電電波♪（2023年10月3日、テレビ東京）

### テレビドラマ
- うちの弁護士は手がかかる 第1話（2023年10月13日、フジテレビ） - 本人役[135]

### CM
- NTT docomo／「明日も」（2017年）[11]
- ロッテ 『爽』／「OH！」（2019年）[77]
- 『Google アプリ』WEB CM ／「明日も」（2019年） [121]
- 東京メトロ／「曇り夜空は雨予報」（2020年）[124]
- ロッテ 『ZEROアイス』WEB CM ／「君の目も鼻も口も顎も眉も寝ても覚めても超素敵!!!」（2021年）[126]
- アサヒ飲料 『三ツ矢サイダー』／「明日も(IKUSHAMO ver.)」（2025年）[102]

### ラジオ
- オールナイトニッポン（ニッポン放送）
  - オールナイトニッポンR（2012年11月10日・2014年7月5日）
  - オールナイトニッポンGOLD（2018年2月16日）
  - オールナイトニッポンX（2021年7月2日・2021年7月9日）
- 『TOKYO REAL-EYES』内「SPEAK OUT!」（2015年4月 - 2016年3月・2016年9月9日、J-WAVE）
- SPARK（2016年10月 - 2017年9月・2020年4月 - 9月・2021年11・12月、J-WAVE）
- 『SCHOOL OF LOCK! FRIDAY』内「SHISHAMO LOCKS!」（2018年4月 - 9月、TOKYO FM・JFN）
- アーティスト・プロデュース・スーパー・エディション（2019年7月・2021年6月、JFN）
- 新米記者、松本穂香です。（2021年3月7日・2021年3月14日、TBSラジオ）
- WOW MUSIC（2021年7月、J-WAVE） - 宮崎のみ
- 『ROCK KIDS802 FRIDAY』内「Tap The Pocket」（2023年1月 - 2月、FM802）
- HAPPYEND FRIDAY（2024年4月 - 9月、J-WAVE）

### 映画
- 王様になれ （2019年9月13日公開） - ゲストミュージシャン[136]